# Jean-Baptiste Leclerc
Jean-Baptiste Leclerc (* 10. März 1920 in Éloyes, Vogesen; † 3. März 2001 in Créteil, Val-de-Marne) war ein französischer Ringer. Er war Olympiateilnehmer 1948 in London und 1952 in Helsinki.

## Werdegang
Jean-Baptiste begann in den 1930er Jahren mit dem Ringen. Er gehörte einem Ringerclub in Paris an. Seine Entwicklung- und Entfaltungsmöglichkeiten in seinem Sport waren durch den Zweiten Weltkrieg naturgemäß stark eingeschränkt. Unmittelbar nach Kriegsende tauchte er im Jahre 1945 erstmals bei den französischen Meisterschaften im freien Stil in der Siegerliste auf. Er belegte im Mittelgewicht den 2. Platz. 1946 gewann er dann im freien Stil seinen ersten französischen Meistertitel, den er sich in der Mittelgewichtsklasse holte.
Jean-Baptiste Leclerc betätigte sich in den folgenden Jahren in Frankreich in beiden Stilarten und gewann bis zum Ende seiner Laufbahn im Jahre 1960 insgesamt zwölf französische Meistertitel im Welter-, Mittel- und Halbschwergewicht. Auf der internationalen Ringermatte startete er hauptsächlich im freien Stil.
Seinen ersten Start bei einer internationalen Meisterschaft bestritt er bei den Olympischen Spielen 1948 in London. Er erzielte dort im Weltergewicht (freier Stil) Punktsiege über Abdel Mustafa aus Ägypten, Abbas Zandi aus dem Iran und Louis Culot aus Belgien. In seinem vierten Kampf verlor er gegen Richard Garrard aus Australien nach Punkten und musste wegen des Erreichens von fünf Fehlpunkten ausscheiden. Hätte er bei einem seiner drei Siege statt eines Punktsieges einen Schultersieg erzielt, wäre er wohl unter den Medaillengewinnern gewesen. So verblieb ihm nur der undankbare 4. Platz.
Den gleichen Platz belegte Jean-Baptiste Leclerc auch bei der Europameisterschaft 1949 im freien Stil in Istanbul. Er gewann dort gegen Henrik Hansen aus Dänemark und unterlag gegen Per Berlin aus Schweden und Ali Ghaffari aus dem Iran. Bei der Weltmeisterschaft 1951 in Helsinki erreichte er im Weltergewicht den 6. Platz.
1952 nahm er in Helsinki zum zweiten Mal an Olympischen Spielen teil. Er kam dort im freien Stil im Weltergewicht mit einem Sieg über Bev Scott aus Australien und Niederlagen gegen Tsugia Yamasaki aus Japan und Mehmet Isioglu aus der Türkei nur auf den 11. Platz.
1954 siegte Jean-Baptiste Leclerc in Paris in einem Länderkampf Frankreichs gegen Finnland im Mittelgewicht nach Punkten über den starken finnischen Meister Viljo Punkari. 1955 gewann er in einem Länderkampf gegen die Bundesrepublik Deutschland auch über Horst Heß aus Dortmund nach Punkten. Eine Niederlage musste er in einem Länderkampf gegen die BRD im Jahre 1956 von Johann Sterr aus München hinnehmen.
1955 startete er bei der Weltmeisterschaft in Karlsruhe im griechisch-römischen Stil. Im Mittelgewicht gelang ihm dabei ein Sieg über den Polen Jan Majewicz. Gegen Lazar Bujor aus Rumänien und Rune Jansson aus Schweden verlor er aber und kam in der Endabrechnung auf den 11. Platz. Ein bemerkenswertes Ergebnis gelang ihm dann noch bei den Mittelmeer-Spielen desselben Jahres in Barcelona. Er belegte dort im griechisch-römischen Stil im Weltergewicht hinter dem Italiener Bruno Pirazzoli, aber vor Petmezas aus Griechenland und Mithat Bayrak aus der Türkei, den 2. Platz.

## Internationale Erfolge
(OS = Olympische Spiele, WM = Weltmeisterschaft, EM = Europameisterschaft, GR = griechisch-römischer Stil, F = freier Stil, We = Weltergewicht, Mi = Mittelgewicht, Hs = Halbschwergewicht, damals bis 73 kg, 79 kg und 87 kg Körpergewicht)
- 1948, 4. Platz, OS in London, F, We, mit Siegen über Abdel Mustafa, Ägypten, Abbas Zandi, Iran und Louis Culot, Belgien und einer Niederlage gegen Richard Garrard, Australien;

- 1949, 4. Platz, EM in Istanbul, F, We, mit einem Sieg über Henrik Hansen, Dänemark und Niederlagen gegen Per Berlin, Schweden und Ali Ghaffari, Iran;

- 1951, 6. Platz, WM in Helsinki, F, We, nach Niederlagen gegen Karl Schaad, Schweiz und Per Berlin;

- 1952, 11. Platz, OS in Helsinki, F, We, mit einem Sieg über Bev Scott, Australien und Niederlagen gegen Tsogia Yamazaki, Japan und Mehmet Isioglu, Türkei;

- 1955, 11. Platz, WM in Karlsruhe, GR, Mi, mit einem Sieg über Jan Majewicz, Polen und Niederlagen gegen Lazar Bujor, Rumänien und Rune Jansson, Schweden;

- 1955, 2. Platz, Mittelmeer-Spiele in Barcelona, GR, We, hinter Bruno Pirazzoli, Italien und vor Petmezas, Griechenland und Mithat Bayrak, Türkei

## Französische Meisterschaften
- Freier Stil: 1946 (im Mi), 1948, 1949, 1950 (jeweils We), 1953, 1954, 1955, 1956 und 1960 (jeweils im Mi),
- Griech.-röm. Stil: 1952, 1953 (jeweils im Mi), 1958 (im Hs)